# Troféu HQ Mix de melhor exposição
Exposição é uma das categorias do Troféu HQ Mix, premiação brasileira dedicada aos quadrinhos que é realizada pela Associação dos Cartunistas do Brasil (ACB) e pelo Instituto do Memorial das Artes Gráficas do Brasil (IMAG) desde 1989.

## História
A categoria "Exposição" faz parte do Troféu HQ Mix desde sua primeira edição, em 1989. Ela é utilizada para premiar exposição cuja temática seja ligada aos quadrinhos e/ou ao humor gráfico. Os ganhadores são escolhidos por votação entre profissionais da área (roteiristas, desenhistas, jornalistas, editores, pesquisadores etc.) a partir de uma lista de sete indicados elaborada pela comissão organizadora do evento. Houve exceção apenas entre 2009 e 2012, quando o prêmio foi definido pela comissão e por um júri especial.

## Vencedores e indicados
| Ano  | Exposição                                                                                | Local / Evento                                                        | Cidade                                                                | Outros indicados | Notas         |
| ---- | ---------------------------------------------------------------------------------------- | --------------------------------------------------------------------- | --------------------------------------------------------------------- | --- | ------------- |
| 1989 | Arquitetura em Quadrinhos                                                                | Museu de Arte de São Paulo                                            | São Paulo                                                             | | [ 1 ]         |
| 1990 | Alain Voss                                                                               | Museu da Imagem e do Som                                              |                                                                       | | [ 1 ]         |
| 1998 | Sem AIDS com amor                                                                        | Bienal Internacional de Humor                                         | São Paulo                                                             | | [ 1 ]         |
| 1999 | Salão Internacional de Piracicaba                                                        | Engenho Central                                                       | Piracicaba                                                            | | [ 1 ]         |
| 2000 | Angeli, o Matador                                                                        | Festival Internacional de Quadrinhos                                  | Belo Horizonte                                                        | | [ 4 ]         |
| 2001 | Humores nunca dantes navegados - o descobrimento segundo os cartunistas do Sul do Brasil | Theatro São Pedro                                                     | Porto Alegre                                                          | | [ 5 ]         |
| 2002 | História em Quadrões                                                                     |                                                                       |                                                                       | | [ 6 ]         |
| 2003 | Laerte por Laerte                                                                        | Museu de Artes Gráficas                                               | São Paulo                                                             | | [ 7 ]         |
| 2004 | Mozart Couto                                                                             | 3º Festival Internacional de Quadrinhos                               | Belo Horizonte                                                        | | [ 8 ]         |
| 2005 | São Paulo por Paulo Caruso - um olhar bem-humorado sobre esta cidade                     |                                                                       |                                                                       | | [ 9 ]         |
| 2006 | Henfil do Brasil                                                                         | Centro Cultural Banco do Brasil                                       | Rio de Janeiro                                                        | - Ilustrando em Revista (Editora Abril e FAAP, SP) - O que é o Brasil (Senac, 50 quadrinhistas brasileiros) - Exposição Lourenço Mutarelli no 4º FIQ, de Minas Gerais - Dessinateurs Brésiliens dans le 24éme Salon International de la Caricature du Dessin de Presse et d'Humour,por Wagner Passos, na França - Exposição de Quadrinhos Super-heróis entre Nós, Ivan Cabral, Bienal do Livro e Quadrinhos - Instalação Altos e Baixos do Baixo Clero no Poder - A Capela Severina (Paulo Caruso), no 32° salão Internacional de Humor de Piracicaba                            | [ 10 ] [ 11 ] |
| 2007 | A história do futebol no Brasil através da charge                                        | Sesc Ipiranga                                                         | São Paulo                                                             | - As Histórias em Quadrinhos da Democracia Espanhola - Instituto Cervantes de São Paulo - Cidades do Ouro – Cidades Ilustradas – Ouro Preto - Eu...Camisa 10 – Sesc Interlagos - Quadrinhofilia - Solar do Barão (Curitiba) - Santos-Dumont e a Turma da Mônica - Um Sonho que Virou História - Fiesp - Simplesmente Quino - Solar do Barão (Curitiba) | [ 12 ] [ 13 ] |
| 2008 | Ziraldo - o eterno Menino Maluquinho                                                     | Salão Carioca                                                         | Rio de Janeiro                                                        | - 400 Quadrinhos Franceses (Midiateca da Aliança Francesa), Niterói/RJ - Exposição Oscar Niemeyer (FIQ), Belo Horizonte/MG - Fierro - La Historieta Argentina (FIQ), Belo Horizonte/MG - Mangá: Como o Japão Reinventou os Quadrinhos (Metrô Clínicas), São Paulo/SP - Viajando em Quadrinhos pela França e Alemanha, (Centro de Cultura França-Alemanha) Icaraí/RJ | [ 14 ] [ 15 ] |
| 2009 | Angeli/Genial                                                                            | 1º Festival Internacional de Humor do Rio de Janeiro                  | Rio de Janeiro                                                        | Eleito pela comissão e pelo júri especial | [ 2 ]         |
| 2010 | Batman 70 Anos                                                                           | 6º Festival Internacional de Quadrinhos                               | Belo Horizonte                                                        | Eleito pela comissão e pelo júri especial | [ 16 ]        |
| 2011 | Zeróis - Ziraldo na tela grande                                                          | Centro Cultural Banco do Brasil                                       | Rio de Janeiro                                                        | Eleito pela comissão e pelo júri especial | [ 17 ]        |
| 2012 | Criando Quadrinhos - da ideia à página impressa                                          | 7º Festival Internacional de Quadrinhos                               | Belo Horizonte                                                        | Eleito pela comissão e pelo júri especial | [ 3 ]         |
| 2013 | Ocupação Angeli                                                                          | Itaú Cultural                                                         | São Paulo                                                             | - 30 Anos da Gibiteca - Quadrinhos '51 - Macanudismo, quadrinhos, desenhos e pinturas de Liniers - Max, Panoptica - Tesouros da Grafipar - Ziraldo 80 | [ 18 ] [ 19 ] |
| 2014 | Ícones dos Quadrinhos                                                                    | Festival Internacional de Quadrinhos                                  | Belo Horizonte                                                        | - Abobrinhas da Brasilônia (Caixa Cultural, SP) - Entre Ideias e Rascunhos (Sesc Palladium, Belo Horizonte) - Exposição Lelis (FIQ 2013) - HQBR21 – O Quadrinho brasileiro no Novo Século (Sesc Belenzinho - SP) - Mônica Parade (Exposição de rua - SP) - Tezuka, O Rei do Mangá (Castelinho do Flamengo, RJ) | [ 20 ] [ 21 ] |
| 2015 | Ocupação Laerte                                                                          | Itaú Cultural                                                         | São Paulo                                                             | - Breve História do Mangá no Brasil (Gibicon/JBC) - David Lloyd - Um Inglês e o Brasil (Gibicon) - Exposição Kim Jung Gi - O gigante do oriente (Gibicon) - Imersão - Renato Guedes (Galeria Ornitorrinco e Gibicon) - Luz e Sombras - O Universo Fantástico de Salvador Sanz (Gibicon) - O Mundo Segundo Mafalda (Praça das Artes) | [ 22 ] [ 23 ] |
| 2016 | Exposição Beco do Rosário                                                                | Galeria Hipotética                                                    | Porto Alegre                                                          | - A Nova HQ Independente: panorama sobre os quadrinhos independentes no Brasil – Senac Lapa Scipião - Cedraz: o mestre dos quadrinhos – 9º FIQ 2015 - Expo Cavaleiros do Zodiako – Bandai – 2º Comic Con Experience – 2015 – São Paulo - Grandes Mestres dos Quadrinhos: Jayme Cortez – 21ª Fest Comix - Heroica – 9º FIQ 2015 - Luiz Gê Quadro a Quadro – 42º Salão Internacional de Humor de Piracicaba – Piracicaba/SP - Macanudismo – Quadrinhos, Desenhos e Pinturas – Centro Cultural Correios São Paulo - Will: 10 Anos de Quadrinhos – Festival Guia dos Quadrinhos 2015 | [ 24 ] [ 25 ] |
| 2017 | Ocupação Glauco                                                                          | Itaú Cultural                                                         | São Paulo                                                             | Eleito pela comissão e pelo júri especial | [ 26 ]        |
| 2018 | A Era Heroica - O Universo DC Comics por Ivan Reis                                       | Biblioteca Latino-Americana Victor Civita                             | São Paulo                                                             | - 1ª Expoarte Feirão das HQ’S - Historieta Histórica Argentina-Brasil – 3º Troféu Angelo Agostini - Traços Curitibanos 2 | [ 27 ] [ 28 ] |
| 2019 | Quadrinhos                                                                               | Museu da Imagem e do Som de São Paulo                                 | São Paulo                                                             | - Castanha do Pará – Gidalti Jr. - Cidade de Sangue - Cidade Nanquim – Eloar Guazzelli Filho - Cumbe a Angola Janga – Marcelo D'Salete - Fachadas – Rafael Sica - Música para Antropomorphos - Olhar a Cidade - Sonhar Curitiba - Thorvand em Quadrinhos: Mostra dos Originais | [ 29 ] [ 30 ] |
| 2020 | Angola Janga de Marcelo D'Salette em Angola/Moçambique                                   | Angola Janga de Marcelo D'Salette em Angola/Moçambique                | Angola Janga de Marcelo D'Salette em Angola/Moçambique                | - O Ordinário Rafael Sica - Batman 80 – A Exposição - O Matrimônio De Céu & Inferno - Malu – Pequena, Comum E Extraordinária - Exposição Catálogo Hq Brasil – Gibiteca de Curitiba - Exposição Ao Mestre Com Carinho – Ziraldo - Este Não É Um Lugar Seguro - Underground Ilustrado - Traços Curitibanos 3 | [ 31 ] [ 32 ] |
| 2021 | Exposição Morro Favela: André Diniz                                                      | Exposição Morro Favela: André Diniz                                   | Exposição Morro Favela: André Diniz                                   | - Exposição Punk Afonso (Gibiteca de Curitiba e Bienal de Quadrinhos) - Exposição Virtual Notas & Traços Luiz Gê e Arrigo Barnabé - Fanzine Tchê 30 Anos - Grama: Exposição de Graphic Novel (CCCB) | [ 33 ] [ 34 ] |
| 2022 | Marcello Quintanilha: Chão de Estrelas                                                   | Marcello Quintanilha: Chão de Estrelas                                | Marcello Quintanilha: Chão de Estrelas                                | - 16º Salão Internacional de Humor de Caratinga e Festival JAL&GUAL - Exposição Quadrinhos na Quarentena (Guilherme de Sousa, curador) - Nos Braços do Violeiro (João Carlos Villela, curador) | [ 35 ] [ 36 ] |
| 2023 | Shimamoto: Mestre do Quadrinho Brasileiro Márcia Deretti e Márcio Jr.                    | Shimamoto: Mestre do Quadrinho Brasileiro Márcia Deretti e Márcio Jr. | Shimamoto: Mestre do Quadrinho Brasileiro Márcia Deretti e Márcio Jr. | - 40 Anos da Gibiteca de Curitiba - A Casa Baís - Catálogo HQ Brasil - Programa Brasil em Quadrinhos - Eu e o Isolamento - Exposição "A(U)Rtistas" na Gibiteca de Curitiba - Exposição Grande Sertão Veredas, de Rodrigo Rosa - Exposição Malungo D'Salete - Hortência das Tranças, de Lelis - Mostra Traços Curitibanos 4 - Semana de Historietas Brasil Peru | [ 37 ] [ 38 ] |